# Бакулин, Николай Иванович
Никола́й Ива́нович Баку́лин (1926 — 1990) — советский шахматист, мастер спорта СССР с 1959. Инженер-металлург. Чемпион ЦШК СССР (1961), в том же году выступил на 3-м международном турнире ЦШК СССР. В чемпионате ЦШК СССР (1962) занял 3-е место. Участник XXXII-го чемпионата СССР (1964/1965) — 19-20-е место. 2-кратный чемпион Москвы (1964 и 1966).